# Caelorrhina babaulti
Caelorrhina babaulti är en skalbaggsart som beskrevs av Thierry Bourgoin 1921. Caelorrhina babaulti ingår i släktet Caelorrhina och familjen Cetoniidae. Inga underarter finns listade.